# La gata sobre la teulada de zinc
|  | Per a altres significats, vegeu «Cat on a Hot Tin Roof». |

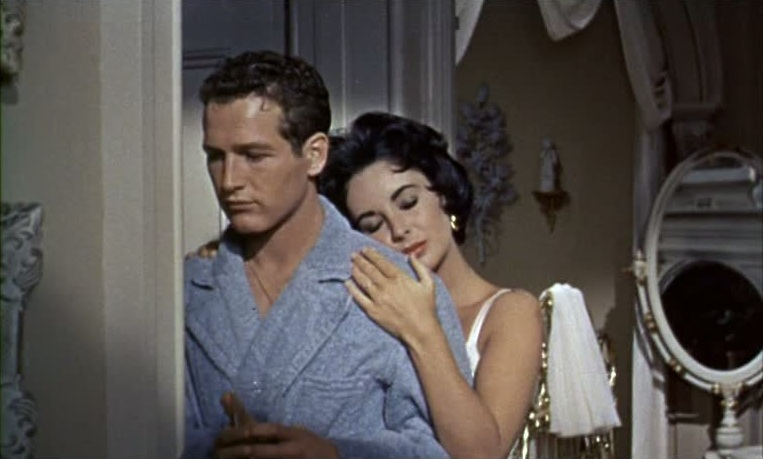
Elizabeth Taylor i Paul Newman en un fotograma de la pel·lícula

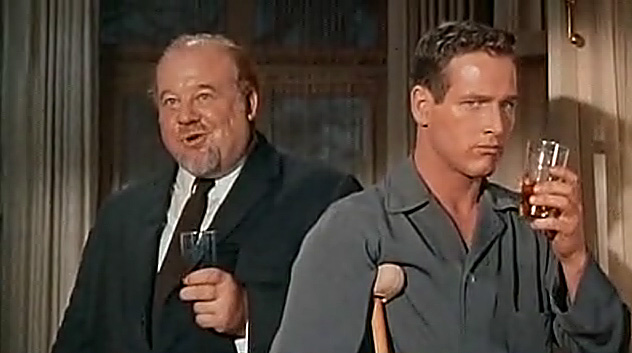
Burl Ives i Paul Newman en un fotograma de la pel·lícula

La gata sobre la teulada de zinc (títol original en anglès: Cat on a Hot Tin Roof) és una pel·lícula dirigida per Richard Brooks i protagonitzada per Elizabeth Taylor i Paul Newman. La pel·lícula es basaba en la l’obra de teatre homònima guanyadora del premi Pulitzer de Tennessee Williams i fou adaptada pel propi director i James Poe. Estrenada el setembre de 1958, fou el major èxit comercials de la MGM aquell any. Fou nominada en sis categories en els Premis Oscar de 1958 i en tres categories dels premis BAFTA, però no s'endugué cap premi.

## Argument
Brick Pollitt es trenca un turmell quan una nit, borratxo, intenta saltar obstacles en un camp d'atletisme, recordant els seus moments com a atleta a l’institut. Deprimit, Brick té problemes amb l’alcohol i resisteix els afectes de la seva dona, que se'n burla de la rica herència del seu pare, Big Daddy. La relació entre ells dos és tempestuosa amb retrets sobre per què Maggie encara no ha quedat embarassada mentre que el germà de Brick, Gooper, i la seva dona Mae, ja tenen cinc fills. L’endemà, juntament amb la seva dona, Maggie "the Cat", va a visitar la seva família a una finca de l'est de Mississipi, per celebrar el 65è aniversari de Big Daddy.
Big Daddy i Big Mama arriben a casa des de l'hospital amb el seu avió privat i són rebuts per Gooper, la seva dona i tots els seus fills, juntament amb Maggie. Enfadat en veure que la rebuda dels néts és artificial i assajada, els ignora i entra a casa amb Maggie per anunciar que els metges diuen que no està morint de càncer. Més tard, però, el metge es reuneix en privat amb Gooper i després amb Brick per explicar-los que és un engany. Big Daddy té un càncer inoperable i és probable que mori d'aquí a un any, i se li amaga la veritat. Brick revela més tard la veritat sobre la salut de Big Daddy a Maggie, que queda amb el cor trencat. Maggie vol que Brick s'interessi pel seu pare, tant per raons egoistes com desinteressades, però Brick s'hi nega obstinadament.
Quan la festa acaba de nit, Big Daddy es troba amb Brick a la seva habitació i li revela que està fart de veure’l borratxo i li demana saber per què és tan tossut. En un moment donat, Maggie s'uneix a ells i explica el que va passar uns anys enrere, la nit que el millor amic i company d'equip de futbol de Brick, Skipper, es va suïcidar. Maggie estava gelosa de Skipper perquè estava més temps amb ell que no pas amb ella. Maggie va decidir arruïnar la relació d’ells dos per lo que va seduir Skipper i va utilitzar aquesta informació per enemistar-los. Tanmateix, la Maggie va fugir sense completar el pla. Brick culpa Maggie de la mort de Skipper, però en realitat es culpa seva, per no ajudar-lo quan el va trucar repetidament en un estat histèric. Després d'una discussió, a Brick se li escapa que Big Daddy morirà de càncer i que aquest aniversari serà l'últim. Emocionat, Big Daddy es retira al soterrani. Mentrestant, Gooper, que és advocat, i la seva dona discuteixen amb Big Mama sobre el negoci del cotó de la família i el testament de Big Daddy. Brick baixa al soterrani i després de discutir-se amb el pare es reconcilien.
La resta de la família comença a enfonsar-se sota la pressió, i solament Big Mama es presenta com una figura forta. Maggie diu que com a regal d'aniversari li anuncia que està embarassada. Mae, gelosa, titlla Maggie de mentidera però Big Daddy i Brick la defensen, tot i que un sap i l’altre sospita que l'afirmació és falsa. A la seva habitació, Maggie i Brick es reconcilien i es besen, amb la implicació que possiblement faran que la "mentida" es converteixi en "veritat".

## Repartiment
- Elizabeth Taylor (Margaret "Maggie the Cat" Pollitt)
- Paul Newman ("Brick" Pollitt)
- Burl Ives (Harvey "Big Daddy" Pollitt)
- Jack Carson (Cooper "Gooper" Pollitt)
- Judith Anderson (Ida "Big Mama" Pollitt)
- Madeleine Sherwood (Mae Flynn "Sister Woman" Pollitt)
- Larry Gates (Dr. Baugh)
- Vaughn Taylor (Davis)
- Vince Townsend Jr. (Lacy)
- Zelda Cleaver (Sookey)

## Premis i nominacions
| Premi                                                    | Categoria                     | Nominats                      | Resultat   |
| -------------------------------------------------------- | ----------------------------- | ----------------------------- | ---------- |
| Premis Oscar                                             | Millor Pel·lícula             | Lawrence Weingarten           | Nominat    |
| Premis Oscar                                             | Millor director               | Richard Brooks                | Nominat    |
| Premis Oscar                                             | Millor actor                  | Paul Newman                   | Nominat    |
| Premis Oscar                                             | Millor actriu                 | Elizabeth Taylor              | Nominat    |
| Premis Oscar                                             | Millor guió adaptat           | Richard Brooks i James Poe    | Nominat    |
| Premis Oscar                                             | Millor fotografia (color)     | William Daniels               | Nominat    |
| Premi BAFTA                                              | BAFTA a la millor pel·lícula  | BAFTA a la millor pel·lícula  | Nominat    |
| Premi BAFTA                                              | BAFTA al millor actor         | Paul Newman                   | Nominat    |
| Premi BAFTA                                              | BAFTA a la millor actriu      | Elizabeth Taylor              | Nominat    |
| Directors Guild of America Awards                        | Millor direcció               | Richard Brooks                | Nominat    |
| Premis Globus d'Or                                       | Millor pel·lícula dramàtica   | Millor pel·lícula dramàtica   | Nominat    |
| Premis Globus d'Or                                       | Millor direcció               | Richard Brooks                | Nominat    |
| Premis Golden Laurel                                     | Millor pel·lícula dramàtica   | Millor pel·lícula dramàtica   | Nominat    |
| Premis Golden Laurel                                     | Millor actor dramàtic         | Paul Newman                   | Nominat    |
| Premis Golden Laurel                                     | Millor actriu dramàtica       | Elizabeth Taylor              | Guanyador  |
| National Board of Review                                 | 10 pel·lícules més destacades | 10 pel·lícules més destacades | 6a posició |
| Premis de l’Associació de Crítics de Cinema de Nova York | Millor director               | Richard Brooks                | Nominat    |
| Premis del Sindicat de Guionistes d'Amèrica              | Millor drama escrit           | Richard Brooks i James Poe    | Nominat    |